# Camera di controllo

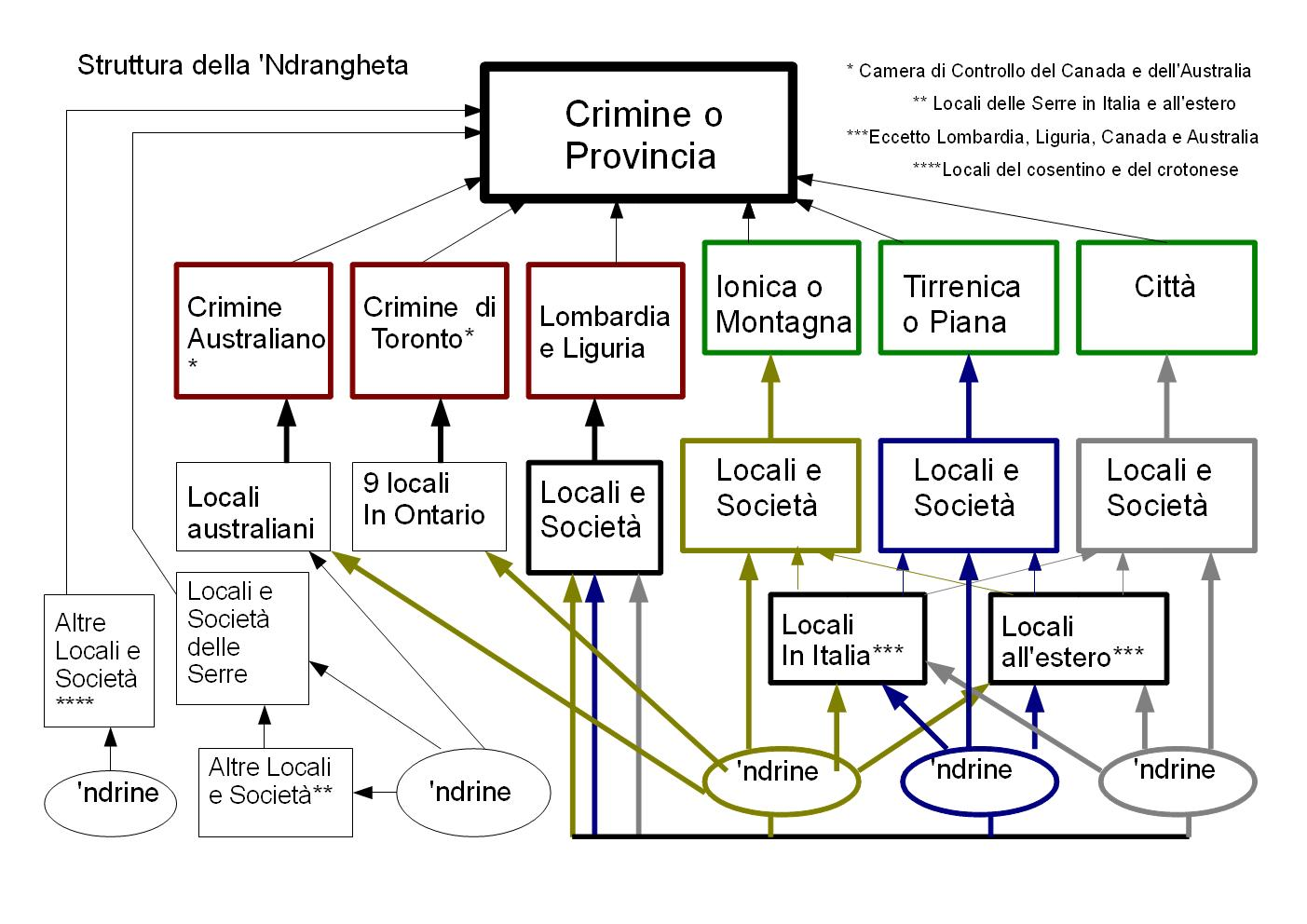
Struttura della 'Ndrangheta alla luce dell'operazione Crimine del 2010

La Camera di controllo o Camera di compensazione sono degli organismi di gestione e controllo della 'Ndrangheta al di fuori della Calabria adottati sin dagli anni settanta.
La prima di cui si è venuta a conoscenza è quella per la gestione della Liguria e della Costa Azzurra.

## Compiti
Le camere di controllo, ivi quella canadese servono a dirimere questioni tra i locali ad essi sottoposti a cui lasciano comunque ampia autonomia di movimento.
I membri delle camere di controllo concedono le doti della società maggiore, come la Santa e il Vangelo, agli affiliati dei locali.

## Lombardia e Liguria
(Conversazione durante un'intercettazione del 27 luglio 2009 tra Giuseppe Catalano capo-locale di Torino e Giuseppe Commisso capo-locale di Siderno)
Nel 2010 si è scoperta la camera di controllo della Lombardia o semplicemente Lombardia e il reclamo da parte dei piemontesi (Giuseppe Catalano, capo-locale di Torino) di una loro camera di Controllo.
Nel 2010 con l'inchiesta Crimine finisce agli arresti anche il presunto referente per la Liguria: Domenico Gangemi.

### Lombardia
I Locali, di cui si è a conoscenza, che sono gestiti oggi dalla Lombardia:
- Locale di Bollate
- Locale di Bresso
- Locale di Canzo
- Locale di Cormano
- Locale di Corsico
- Locale di Desio
- Locale di Erba
- Locale di Limbiate
- Locale di Legnano e Lonate Pozzolo (Origine: Cirò)
- Locale di Mariano Comense
- Locale di Milano
- Locale di Pavia
- Locale di Pioltello (Origine: Caulonia e Siderno)
- Locale di Rho
- Locale di Seregno
- Locale di Solaro

### Liguria
Un capo storico della Camera di controllo in Liguria fu Antonio Rampino.
Dalle indagini del 2010 risultano membri della Camera di Compensazione: Onofrio Garcea, Arcangelo Condidorio e Lorenzo Nucera con a capo Domenico Gangemi. Dalla Camera dipendono anche i locali del Basso Piemonte e della Francia meridionale.
Il 2 giugno 2011 si conclude l'operazione Maglio 3 che fa luce sulle attività criminali dei locali di Genova, Ventimiglia, Lavagna e Sarzana, del loro organo di coordinamento: la camera di compensazione della Liguria e dell'infiltrazione nelle elezioni amministrative del 2010.

## All'estero
Sarebbero presenti Camere di controllo anche all'estero: ne sono state individuate una in Canada (la cosiddetta camera di controllo dell'Ontario chiamata Crimine, omonimo della struttura apicale della 'Ndrangheta denominata Crimine) e una in Australia (anch'essa nominata Crimine).
A febbraio 2021 né sarebbe emersa un'altra in Germania. Sarebbe stata creata a partire dal 2007.

### Canada
Fin dagli anni sessanta esiste in Canada una camera di controllo voluta dai boss italo-americani di origine calabrese Frank Costello e Albert Anastasia per evitare contrasti con Cosa Nostra americana. Fu scoperta dalle forze dell'ordine canadesi nel 1968 ma la sua creazione risalirebbe almeno fino al 1962.
La prima fu presieduta da Giacomo Luppino, di Hamilton, nel 1962, Michele Racco (alias Mike Racco), morto nel 1980, Salvatore Triumbari che fu ucciso nel 1967, Filippo Vendemini, ucciso nel 1969, Rocco Zito (ucciso nel 2016 dal genero Domenico Scopelliti), Vincenzo Deleo e Cosimo Stalteri (morto nel 2011 di morte naturale).
In Canada, oggi, esistono almeno 9 locali insediatisi in Ontario, che fanno capo a sei aree in cui è stato suddiviso il territorio che sono sottoposte al "Crimine" di Toronto.
Le famiglie vengono rappresentate in una commissione il cui capo nell'agosto 2008 era Angelino Figliomeni, e chiamata anche lì, analogamente alla Calabria: Crimine.
Dal 2005 ne era membro Giuseppe Coluccio, mentre Cosimo Stalteri ne fece parte fin dagli inizi, quando emigrò in Canada nel 1952.

### Australia
In Australia negli anni ottanta i servizi informativi australiani scoprono della presenza di una struttura di coordinamento dell'organizzazione di cui fanno parte i principali capibastone e in particolare i 6 capi che controllano le sei macro-aree in cui è stata suddivisa l'Australia.
Nel 1981 erano: Giuseppe Carbone per l'Australia Meridionale, Domenico Alvaro per il Nuovo Galles del Sud, Pasquale Alvaro per Canberra, Peter Callipari per Griffith, Pasquale Barbaro per Melbourne e Giuseppe Alvaro per Adelaide.
Il locale di Stirling, nei pressi di Perth nell'Australia occidentale è l'unico locale conosciuto emerso dalle indagini dell'operazione Crimine 2 del 2011.

### Germania
Secondo una inchiesta di Frankfurter Allgemeine Zeitung e Mitteldeutscher Rundfunk, dopo la strage di Duisburg del 2007 sarebbe stato costituito un Crimine o Camera di controllo: un consesso di 9 persone dei clan di spicco tedeschi quasi tutti operanti nelle regioni occidentali e meridionali della Germania, e solo uno nell'est ad Erfurt.
Si riunirebbero a Duisburg. I compiti della camera sarebbero gli stessi delle sue consimili: dirimere divergenze tra le 'ndrine e garantire l'osservanza delle regole.
Le locali attive sul territorio arriverebbero fino a 20, per un totale di 1000 affiliati.